# Mario Carbone
Mario Carbone (San Sosti, 12 maggio 1924 – Roma, 18 maggio 2025) è stato un regista, direttore della fotografia e fotografo italiano.

## Biografia
Mario Carbone è nato a San Sosti (CS) e proprio in questo luogo ha iniziato il suo apprendistato da fotografo, iniziando così ad apprendere quelle conoscenze che poi lo porteranno ad essere un nome illustre e degno di merito della fotografia e cinematografia italiana.
Ancora giovane, si trasferisce a Milano e continua la sua attività di fotografo fino al 1955, anno in cui approda a Roma, ove inizia la sua attività cinematografica come direttore della fotografia e regista di film divenuti pietre miliari della storia del cinema italiano ed internazionale.
Nel 1964 vince il Nastro d'Argento (Miglior Cortometraggio) con un documentario sull'abbandono delle terre feudali da parte della nobiltà calabrese (Stemmati di Calabria).
Durante la sua lunga carriera ha collaborato in veste di fotografo e direttore della fotografia con importanti esponenti del mondo letterario e cinematografico italiano come Carlo Levi, Mario Soldati, Cesare Zavattini, Cecilia Mangini, Luigi Di Gianni, Giuseppe Ferrara e Libero Bizzarri.

## Filmografia parziale

### Regia
- I misteri di Roma (1963)
- Stemmati di Calabria (1963) - cortometraggio
- Ti spacco il muso bimba (1982)

### Direzione della fotografia
- Donne in Carnia, regia di Axel Rupp (1959)
- Gli stregoni, regia di Raffaele Andreassi  (1961)
- De Chirico metafisico, regia di Raffaele Andreassi  (1962)
- I ragazzi che si amano, regia di Alberto Caldana  (1963)
- Italiani come noi, regia di Pasquale Prunas  (1963)
- Ecco il finimondo, regia di Paolo Nuzzi  (1964)
- L'amore breve - noto anche come Lo stato d'assedio, regia di Romano Scavolini  (1969)

## Riconoscimenti
- Nastro d'argento
  - 1964 – Miglior cortometraggio per Stemmati di Calabria